# Erich Sojka
Erich Sojka (ur. 11 września 1922 w Ostrawie, zm. 28 maja 1997 w Benešovie) – czeski pisarz i tłumacz literatury polskiej na język czeski.

## Życiorys
Jedna z jego babek była Polką, pierwszy kontakt z polskim słowem pisanym miał z jej książeczek do nabożeństwa. Studiował na Wydziale Filozoficznym Uniwersytetu Karola, studia ukończył w 1949 r. Przyjeżdżał również do Krakowa, na Uniwersytet Jagielloński, od tych czasów datuje się jego późniejsza wieloletnia przyjaźń m.in. z prof. Henrykiem Zielińskim.
Autor m.in. tłumaczenia „Pana Tadeusza” Adama Mickiewicza i „Zemsty” Aleksandra Fredry, ale również Słowackiego, Sienkiewicza, Mrożka i innych. Laureat nagrody (1975) polskiego PEN Clubu za tłumaczenia literatury polskiej.
Działacz opozycyjny, w czasie interwencji wojsk Układu Warszawskiego w Czechosłowacji po praskiej wiośnie w 1968 (Operacja „Dunaj”) próbował przez megafon przewożony samochodem nawoływać po polsku polskich żołnierzy biorących w niej udział do powstrzymania się od udziału w tej operacji. Po stłumieniu ruchów wolnościowych w Czechosłowacji przez wiele lat nie mógł znaleźć pracy, a książki, których był tłumaczem, wychodziły z pominięciem jego nazwiska na karcie tytułowej. Dorabiał m.in. pisząc teksty piosenek.
Wyszło około 60 jego tłumaczeń książek. Tłumaczył też filmowe listy dialogowe, których zrealizowano w formie napisów i dubbingu w sumie około trzystu, w tym między innymi dla czeskiej wersji filmu „Kingsajz” Juliusza Machulskiego (1987). W 1997 otrzymał in memoriam nagrodę za całokształt twórczości w dziedzinie dubbingu (Cena Františka Filipovského za celoživotní mimořádnou dabingovou tvorbu).

## Inwokacja„Pana Tadeusza” (początek)
| oryginalny tekst Mickiewicza Litwo! Ojczyzno moja! ty jesteś jak zdrowie. Ile cię trzeba cenić, ten tylko się dowie, Kto cię stracił. Dziś piękność twą w całej ozdobie Widzę i opisuję, bo tęsknię po tobie. | tłum. Erich Sojka Litvo! Má otčino! Tys jak to naše zdraví: Jak vzácná vlastně jsi, nikdo si nepředstaví, dokud tě neztratil. V nejhezčí podobě dnes v duchu vidím Tě – v svém stesku po tobě. |